# Île de Sein

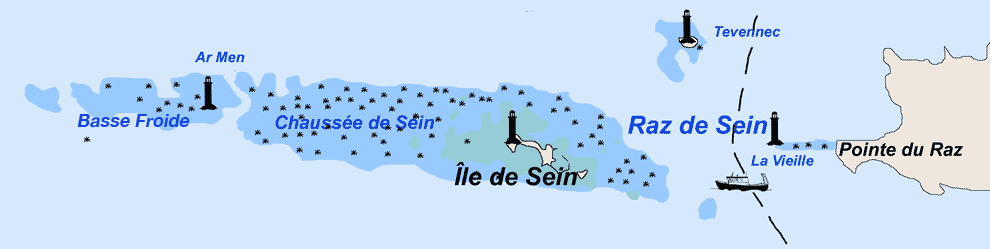
Vị trí của Île de Sein in the English Channel.

Île de Sein là một xã của tỉnh Finistère, thuộc vùng Bretagne, miền tây bắc Pháp.

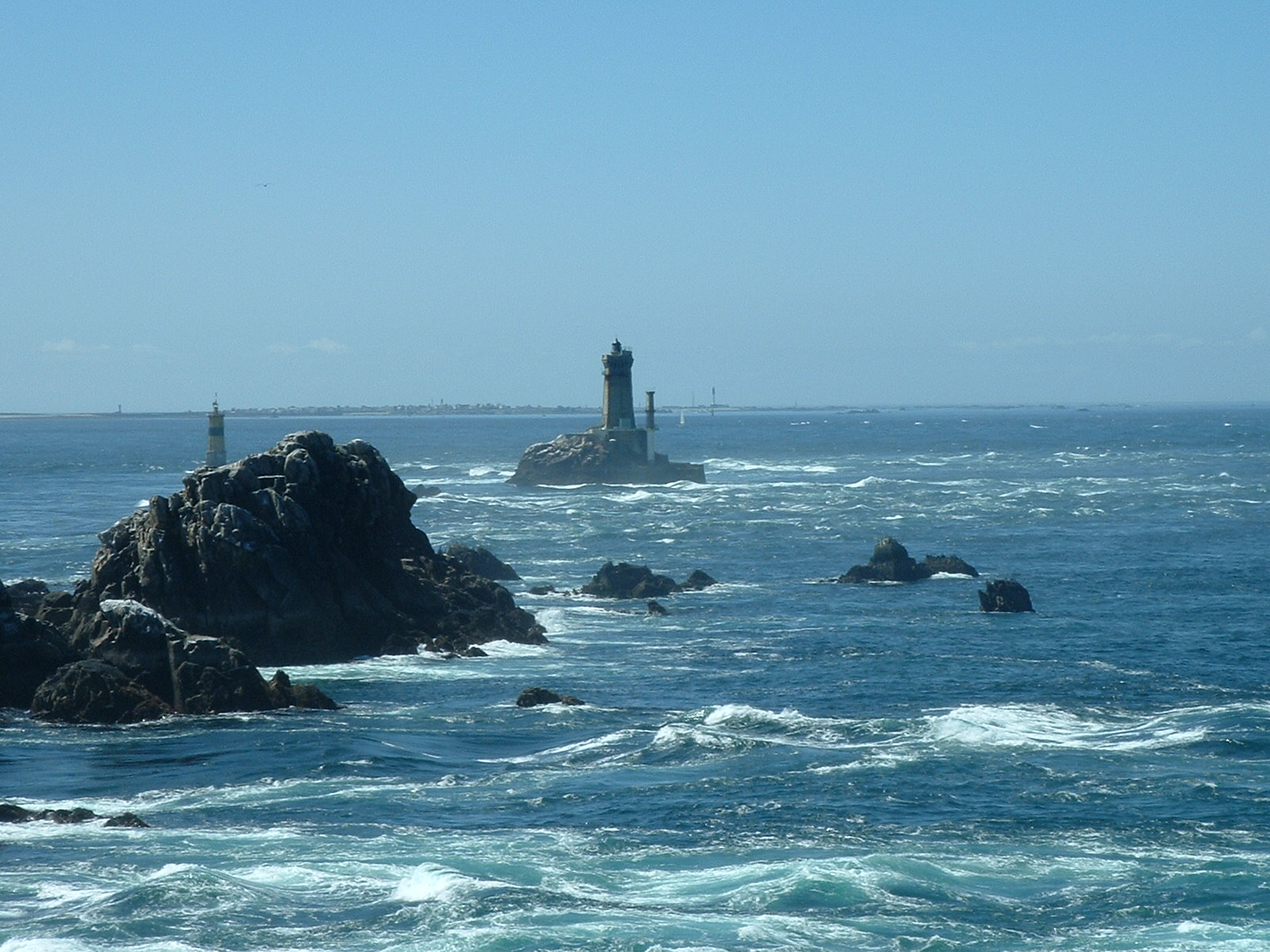
Vieille lighthouse on the Raz de Sein; the island in the background

## Dân số
Người dân ở Île-de-Sein được gọi là Sénans.